# Carl Spengler
Carl Spengler (Davos, 30 giugno 1860 – Davos, 15 settembre 1937) è stato un chirurgo e batteriologo svizzero.

## Biografia
Annoverato tra i padri dell'omeopatia, grazie ai suoi studi sulle terapie immunologiche, era figlio di Alexander Spengler, colui che lanciò Davos come luogo di cura termale. Appassionato sportivo, finanziò la nascita della Coppa Spengler, il più antico torneo di hockey su ghiaccio per squadre di club, che deve a lui il suo nome.